# Vittorio Tosto
Vittorio Tosto (* 14. Juni 1974 in Cariati, Kalabrien) ist ein ehemaliger italienischer Fußballspieler. Er spielte als linker Verteidiger.

## Karriere

### Spieler
Tosto begann seine Laufbahn im Fußballverein Cariatese, also der Mannschaft seines Geburtsortes und debütierte in der Meisterschaft Campionato Interregionale 1990-/91, bevor er zum AC Florenz in das Primavera-Team wechselte. Mit dieser Mannschaft gewann er 1992 das Viareggio-Turnier. Zwei Jahre später, 1993, debütierte er in der ersten Mannschaft unter der Leitung von Claudio Ranieri in der Meisterschaft der Serie B, wurde jedoch auf dem Transfermarkt im Herbst an Salernitana verliehen, mit welchem durch das Sammeln von 16 Spielen der Aufstieg in Serie C1 gelang.

### Manager
Im Mai 2011 wurde Tosto zum Sportdirektor ernannt, während er seine Tätigkeit als Spieler fortsetzte.
Im Juni 2016 wurde er neuer Sportdirektor von Messina. Am 18. August desselben Jahres wurde er unerwartet entlassen.